# Martin Conway
William Martin Conway, primul baron Conway de Allington (n. 12 aprilie 1856, Rochester, Anglia, Regatul Unit al Marii Britanii și Irlandei – d. 19 aprilie 1937, Londra, Anglia, Regatul Unit), cunoscut între anii 1895 și 1931 ca Sir Martin Conway, a fost un critic de artă, politician, cartograf și alpinist englez, care a efectuat expediții atât în Europa, cât și în America de Sud și Asia.
Conway a ocupat mai multe posturi universitare în cursul timpului, iar în perioada 1918-1931 a fost reprezentant al universităților engleze în calitate de membru conservator al Camerei Comunelor.
Începând din 1872 a practicat alpinismul și a efectuat expediții montane în insula Spitsbergen din 1896 până în 1897 și în Anzii Bolivieni în 1898. Este autor al unor cărți despre artă și explorare, printre care Mountain Memories (1920), Art Treasures of Soviet Russia (1925) și Giorgione as a Landscape Painter (1929).

## Context și educație
Conway s-a născut la Rochester, Anglia, în 12 aprilie 1856, ca fiu al reverendului William Conway, care a adevenit mai târziu rector al Bisericii Sf. Margareta de la Abația Westminster. A fost educat la Repton și la Trinity College din Cambridge, unde a studiat matematica și a devenit un prieten apropiat al lui Karl Pearson. A devenit interesat de xilogravuri, gravuri și cărți tipărite în perioada de început a tiparului și este autorul lucrării de referință History of the Woodcutters of the Netherlands in the Fifteenth Century, care a fost publicată în 1884.

## Alpinism
Conway a fost membru al Clubului Alpin, îndeplinind funcția de președinte între 1902 și 1904.
În 1892, în cursul unei expediții de explorare și alpinism întreprinse sub patronajul Royal Society, al Royal Geographical Society și al British Association, a efectuat o ascensiune a vârfului secundar al muntelui Baltoro Kangri, obținând un record mondial de altitudine cu o înălțime de 7.010 m. Cu toate acestea, măsurătorile ulterioare au modificat înălțimea vârfului la 6.804 m. În anii 1896-1897 a explorat interiorul insulei Spitsbergen, iar în anul următor a explorat și cercetat Anzii Bolivieni, urcând pe vârfurile „Sorata” (cunoscut astăzi ca Ancohuma, 6.427 m) și Illimani (6.438 m). El a încercat, de asemenea, să escaladeze vârful Aconcagua (6.959 m), oprindu-se la aproape 15 metri înainte de vârf, și a explorat Țara de Foc, făcând o încercare de escaladare a vârfului piramidal Sarmiento (2.246 m). La expoziția de la Paris din 1900 a primit medalia de aur pentru cercetări montane și a fost distins în 1905 cu medalia fondatorilor Societății Regale de Geografie.
A fost președinte al Clubului Alpin în perioada 1902-1904 și a devenit primul președinte al Alpine Ski Club la ședința de constituire din 1908.
În 1924 Conway a evaluat dovezile prezentate de membrii Expediției britanice de alpinism din 1924 și a crezut că George Mallory și Andrew Irvine au atins vârful Everest.

## Cariera academică

Harta lanțului montan Karakoram realizată de Conway, ce arată împrejurimile ghețarului Hispar, pe baza observațiilor sale din 1892

Din 1884 până în 1887 Conway a fost profesor de artă la University College din Liverpool, iar în perioada 1901-1904 a fost profesor de arte plastice la Universitatea Cambridge. El a fost făcut cavaler în 1895 pentru eforturile sale de a cartografia o suprafață de 5180 km2 din lanțul Karakorum al Himalayei cu trei ani mai devreme.
În 1889 a publicat într-o carte cercetările sale cu privire la opera artistică a lui Albrecht Dürer. El a fost asistat în acest demers de polimata Lina Eckenstein, care era sora unui coleg alpinist.

## Cariera politică
Conway a fost implicat câtva timp în politică, coabitând cu ambele partide principale cu speranța obținerii unui titlu de cavaler și al unui rang de baron; a obținut ambele ranguri. A fost menționat ca posibil candidat liberal pentru circumscripția Wolverhampton South la începutul anului 1900, dar și-a retras candidatura „datorită unor circumstanțe interne”. A fost ales membru al Parlamentului din partea coaliției liberal-conservatoare, ca reprezentant al circumscripției universităților englezești, în 1918, servind în această calitate până în anul 1931, când a fost înnobilat ca baron Conway de Allington.
Conway a fost primul director general al Muzeului Imperial de Război și curator al National Portrait Gallery. Colecția sa de fotografii a constituit baza Bibliotecii Conway a Institutului de Artă Courtauld din Londra. El a fost, de asemenea, responsabil cu restaurarea Castelului Allington.
A murit la Londra la 19 aprilie 1937. Titlul său nobiliar a fost desființat la moartea sa.

## Lucrări

### Lucrări academice
- History of the Woodcutters of the Netherlands in the Fifteenth Century, 1884
- Early Flemish Artists, 1887
- The Literary Remains of Albrecht Dürer, 1889
- The Dawn of Art in the Ancient World, 1891, cu privire la arta egipteană, caldeeană și asiriană
- Early Tuscan Artists, 1902
- The Crowd in Peace and War, 1915
- Art Treasures of Soviet Russia, 1925
- Giorgione as a Landscape Painter, 1929

### Lucrări despre călătorii și alpinism
- Climbing and Exploration in the Karakoram Himalayas, 1894
- The Alps from End to End, 1895
- The First Crossing of Spitsbergen, 1897
- The Bolivian Andes, 1901
- Aconcagua and Tierra Del Fuego: A Book of Climbing, Travel and Exploration, 1902
- No Man's Land, a History of Spitsbergen from its discovery in 1596 to the beginning of the Scientific Exploration of the Country, 1906
- Mountain Memories, 1920
- Palestine and Morocco, 1923

### Autobiografii
- The Sport of Collecting, 1914
- Episodes in a Varied Life, 1932

## Legături externe
- William Martin Conway and Egyptian Excavations
- Lucrări de Martin Conway la Proiectul Gutenberg
- Opere de sau despre Martin Conway la Internet Archive
- Lucrări de Martin Conway la LibriVox (cărți audio aflate în domeniul public)
- William Martin Conway; John Walter Gregory (1897). The First Crossing of Spitsbergen: Being an Account of an Inland Journey of Exploration and Survey, with Descriptions of several Mountain Ascents, of Boat Expeditions in Ice Fjord, of a Voyage to North-East-Land, the Seven Islands, down Hinloopen Strait, nearly to Wiches Land and into most of the Fjords of Spitsbergen and of almost complete circumnavigation of the Main Island. Charles Scribner's Sons.